# Polizeiruf 110: Tod im Kraftwerk
Tod im Kraftwerk ist ein deutscher Kriminalfilm aus dem Jahr 1993. Der Fernsehfilm erschien als 155. Folge der Filmreihe Polizeiruf 110.

## Handlung
Hauptkommissar Beck ist zu Besuch in Wittenberg. Kurz nach der Ankunft wird er Zeuge eines Unfalls. Während er zu helfen versucht, wird ihm sein Gepäck gestohlen. Die Brüder Tommy und Ralf Schroth und ihre Freunde Otto und Leo, die Verursacher dieses gestellten Unfalls und Diebe von Becks Tasche, haben keine feste Arbeit und fahren tagsüber Motorrad in einer Industrieruine. Zudem verbringen sie ihre Zeit mit der jungen Tina, die ihrer Tante Hilde im Hotel aushilft. Beck kommt in Hildes Hotel unter, in dem er 1944 die Bombardierung der Stadt erlebte. Das Hotel weckt in ihm besondere Erinnerungen, verbrachte er doch mehrere Tage in einem der Zimmer und wartete auf seine Eltern, die jedoch während der Bombardierung ums Leben kamen und deren Grab sich auf dem Friedhof in Wittenberg befindet.
Tommy ist der Anführer der Motorradbande, die ihr Geld seit einiger Zeit mit dem Verkauf von synthetischen Drogen verdient. Sie erhalten den Stoff von Vater Schroths Bekanntem Müller, der einst Laborleiter im Chemischen Kombinat der Stadt war und die Drogen in einem Privatlabor herstellt. Mit den Motorrädern erreicht die Bande einen Umschlagskreis von 40 Kilometern rund um Wittenberg, sodass bald professionelle Rauschgifthändler auf sie aufmerksam werden. Beim Besuch einer Großdisko, in der Tommy und die anderen nachts Drogen verkaufen, lauern ihnen die Händler auf. Die Bande kann nur knapp entkommen. Tina ahnt, dass die Bande und vor allem ihr Freund Ralf in krumme Geschäfte verwickelt sind, weiß jedoch nicht, in welche. Sie würde sich gern Beck anvertrauen, doch will sie ihre Freunde nicht in Schwierigkeiten bringen.
Bei Beck erscheint eines Tages Oberkommissar Weibrecht. Der ermittelt seit längerer Zeit im Fall der synthetischen Drogen und beginnt nach erfolglosen Ermittlungen in Magdeburg nun in Wittenberg mit der Suche nach der Drogenquelle. Ein Grund ist, dass bei Veranstaltungen mit zahlreichen Drogenkonsumenten seit geraumer Zeit Motorräder mit Wittenberger Kennzeichen auffallen. Auch die Rauschgifthändler machen Jagd auf den Hintermann und zerstören neben verschiedenen chemischen Laboren in der Stadt schließlich auch Müllers Arbeitslabor. Die Polizei nimmt die Ermittlungen auf. Müller sucht unterdessen Tina auf und rät ihr, aus der Stadt zu verschwinden; er befürchtet, dass sie sich Beck anvertrauen wird. Ralf geht dazwischen und droht Müller, ihn bei der Polizei anzuzeigen. Der tritt wenig später in der alten Kraftwerksruine Ralf entgegen und will ihn bestechen, damit er mit Tina aus der Stadt verschwindet. Ralf weigert sich und fährt in eine Falle Müllers, Müller fesselt ihn und sediert ihn in der Ruine mit Drogen aus seinem dortigen illegalen Labor. Tommy, der Ralf gesucht hat, kommt dazu und es kommt zum Handgemenge mit Müller, der ihn am Ende erschießt. Zu dem Zeitpunkt sind auch Beck und Tina am Kraftwerk angekommen, wusste Tina doch, dass Ralf am Abend auf dem Kraftwerksgelände mit seinem Motorrad fahren wollte. Sie hören die Schüsse und Beck kann Müller überwältigen. Die Leiche Tommys wird gefunden, wie auch der stark unter Drogen stehende Ralf. Tina bricht bei seinem Anblick in Tränen aus.

## Produktion
Tod im Kraftwerk wurde teilweise in Wittenberg gedreht. Drehorte waren unter anderem der Piesteritzer Friedhof sowie das Hafengelände mit Getreidespeicher. Die Kostüme schuf Anne-Gret Oehme, die Filmbauten stammen von Wolfram Gast und Lothar Holler. Das Hotel zur „Golden Krone“ in dem Kommissar Beck (Günter Naumann) eingekehrt ist, war das ehemalige „Hotel Aufbau“ (ehm. Goldene Krone) in Fürstenwalde an der Spree. Alle Filmaufnahmen sind in diesem Hotel gemacht worden. Das Ambiente zeigt den tatsächlichen und ungeschminkten Zeitzustand des Hotels 1993 nach Enteignung in der DDR und zu diesem Zeitpunkt noch ungeregelten Besitzverhältnissen.
Der Film erreichte bei seiner Erstausstrahlung auf ARD am 8. September 1993 eine Einschaltquote von 13 Prozent. Abweichend von der üblichen Ausstrahlung am Sonntagabend wurde dieser Film an einem Mittwoch ab 21 Uhr gesendet.
Es war der achte Fall von Günter Beck, der in diesem Film in der Lutherstadt Wittenberg ermittelt.

## Kritik
„Michael Knofs Film gelingt es, die düsteren Schatten der DDR-Vergangenheit in todtraurige Bilder zu übersetzen“, schrieb Der Spiegel anlässlich der Erstausstrahlung 1993. Die Stuttgarter Zeitung kritisierte die Folge als „eher naiv erzählte… und realisierte… Story“, die wie eine „Erinnerung an die sechziger Jahre“ wirke:

„Das betuliche Deutsch der Dialoge, die aufgesetzt wirkende Spielweise von Schauspielern, die noch nicht als psychologisch-stimmige Charaktere geformt wurden, oder die Denkweise der Story, die jeden Gedanken, jede Szene ausführen muß, anstatt schon mal einen Gedankenstrich oder einen Schnitt zu machen. Da wirbelt nun in zweiter Serienfolge der Staub der Fernsehgeschichte und – wie einst – ersetzt die Moral des Drehbuchs das, was sein Inhalt nur dünn produziert.“